# Iglesia de San Miguel (Tejeda de Tiétar)
La iglesia de San Miguel es el templo parroquial católico de la villa española de Tejeda de Tiétar, en la provincia de Cáceres.
El templo fue construido en los siglos XVI-XVII y destaca por albergar un notable retablo mayor de 1568, así como la imagen mariana medieval de Nuestra Señora de la Torre, del siglo XIII, y un ara votiva conocida como "Muerte Pelona", del siglo II.
El edificio está declarado Bien de Interés Cultural en la categoría de Monumento desde el 13 de diciembre de 1979.

## Localización
Se ubica en las afueras septentrionales del casco urbano de la villa, teniendo el templo su lado del evangelio enfrente de huertos. El lado de la epístola se ubica en la calle San Juan, que forma una plazuela frente al imafronte del templo, del que parten la calle de Arriba al norte y la calle de la Iglesia al sur. Frente a la portada del lado de la epístola hay en la calle San Juan un pretil que la separa de la paralela calle Morales, a la que se accede bajando por unas escaleras; en el centro del pretil se ha ubicado una cruz de piedra. Las calles San Juan y Morales se cruzan al este del templo, llevando hacia el noreste a la ermita del Cristo. La parcela catastral del edificio abarca una superficie gráfica de 560 m².

## Historia
El templo fue construido en los siglos XVI-XVII. No obstante, parece ser que la iglesia se construyó sobre los muros existentes del templo medieval de la localidad, que dataría aproximadamente del siglo XIV y era un edificio más pequeño. Este origen medieval puede apreciarse en el muro del imafronte, pues por encima del rosetón hay una diferencia en la mampostería respecto a la que hay en la parte más baja del muro.
La estructura actual fue promovida por el obispo Gutierre de Vargas Carvajal, quien dejó su escudo en varias ubicaciones del templo, y según los documentos de la época estaba casi terminada en 1543. En 1553 se añadió la tribuna del coro, y del siglo XVII datan algunos elementos, como la parte superior del campanario o el tejaroz de la portada lateral.
Luego de haber sido declarada Bien de Interés Cultural en la categoría de Monumento en 1979, los vecinos de la villa han promovido su conservación y mantenimiento como un símbolo del municipio. En los primeros años del siglo XXI, se organizaron eventos con los que recaudar dinero para reparar el tejado. En 2017, debido al deterioro del tejadillo del pórtico lateral, hubo que apuntalarlo. En 2023 se hizo la mayor obra reciente, consistente en reparar la cubierta, que el año anterior se había hundido en la zona de la torre como consecuencia de las lluvias; en esta última obra, el Obispado invirtió más de veinte mil euros.

## Descripción

### Estructura
El templo está construido a base de mampostería, con refuerzos de sillería granítica en portadas, esquinas y contrafuertes exteriores y en los pilares y arquerías interiores. La planta de la iglesia es de única y espaciosa nave, de forma rectangular y muy alargada. Su interior es de unos 35 metros de largo por 11 de ancho; la altura de la nave sobrepasa los 15 metros. La sacristía se ubica en el lado de la epístola junto a la cabecera, mientras que el campanario se ubica en la esquina contraria del edificio. El ábside es de planta ochavada, de cinco lados.
Se accede al templo a través de dos portadas, una situada en el lado de la epístola y otra en el imafronte. La del lado de la epístola es la más destacable, pues está protegida por un tejaroz apoyado en dos columnas toscanas sobre plintos, ubicado junto al muro exterior de la sacristía. La portada en sí, ubicada dentro de un alfiz, está formada por un arco de medio punto, decorado con molduras. Se ha fechado la portada en los primeros años del siglo XVI, por la presencia de columnillas isabelinas, mientras que el muro que hay bajo el tejaroz cuenta con una inscripción que fecha este último un siglo más tarde, en 1633. Por su parte, la portada del imafronte es otro arco de medio punto, sin más decoración que dos impostas con moldura simple; sobre esta portada, en el imafronte destaca un peculiar rosetón de cantería, que incluye un pentagrama invertido de piedra. Existió una tercera portada en el lado del evangelio, también en arco de medio punto, pero está tapiada.
En cuanto al interior del templo, la parte de los fieles está dividida en cinco tramos por cuatro arcos ojivales góticos de casi diez metros de luz; estos arcos se apoyan en pilares y sostienen el artesonado de madera a dos aguas de la techumbre. La parte alta de los muros está decorada con un friso esgrafiado de aspecto renacentista. La capilla mayor está separada de la nave por un arco triunfal ojival de ocho metros de luz, y se cubre con una bóveda nervada, estrellada pero precedida de tercelete. A los pies de la nave hay un coro alto de madera, apoyado en columnas de granito con capiteles jónicos. En el lado del evangelio de la nave hay una pila bautismal del siglo XVI y un púlpito de 1774, ambos de cantería. Hay escudos de Gutierre de Vargas Carvajal en el friso de la parte alta de la nave, en la clave de la bóveda de la cabecera y en zapatas de madera ubicadas sobre las columnas del coro alto.
Al campanario se accede por una escalera de piedra ubicada en el exterior. La torre se divide en dos cuerpos, de los cuales el inferior es probablemente la parte más antigua del edificio, estando construido con los mismos materiales que la nave. Por el contrario, el cuerpo superior de la torre está construido en ladrillo y se considera una adición del siglo XVII, reformada en 1794. Las campanas se ubican actualmente en cuatro vanos de medio punto de la parte más alta de la torre, coronada con un chapitel piramidal; más abajo se perciben tres vanos cegados que originariamente alojaron las campanas. Por el contrario, la sacristía sita en la otra punta del edificio carece de relevancia; esta última es un simple salón cubierto con techo de madera al que se accede por un arco conopial, fechándose esta zona del edificio en torno al siglo XVI.

### Bienes muebles
Retablo mayor
En el interior de la iglesia destaca especialmente el retablo mayor plateresco dedicado a San Miguel, considerado una de las principales obras escultóricas de La Vera. Está fechado en el año 1568, cuando según los documentos se completó su estructura y empezaron los trabajos pictóricos. Se organiza en cinco calles, con predela, tres cuerpos intermedios y remate en ático. De las cinco calles, tres son de imaginería de madera policromada y dos de tableros de pincel. Los autores del retablo y tallas fueron los entalladores placentinos Francisco García, Baltasar García y Francisco Rodríguez, mientras que el pintor también placentino Antonio Pérez de Cervera sería el autor de las seis pinturas al óleo de las calles laterales. Se cree que no es el primer retablo que tuvo el templo, ya que la representación del Calvario en el ático data de la primera mitad del mismo siglo y parece sacado de un retablo anterior. Se ubica en un presbiterio separado de la nave por una barandilla de 1779, donde acompañan al retablo dos imágenes del siglo XVII, que representan a San Pedro y la Virgen con Niño.
Preside el centro del retablo una escultura de San Miguel, patrón del templo, de la época de construcción del retablo. Junto a ella se muestran otras esculturas de la misma época dedicadas a San Antonio, San Gregorio, San Juan Bautista, San Martín, Santa Bárbara, Virgen con Niño y Santa Lucía. Por su parte, las pinturas de la época no representan a santos sino a eventos bíblicos, como la Adoración de los Reyes Magos o la Resurrección de Jesús. Además, la predela alberga relieves de los cuatro evangelistas, junto a un sagrario del siglo XVIII, y en torno al Calvario del ático hay tondos de Adán y Eva, Dios Padre y dos profetas, siendo el tondo de Dios Padre la coronación de todo el conjunto. El obispo Ponce de León, sucesor de Gutierre de Vargas Carvajal en la diócesis placentina, firmó el retablo con dos escudos suyos, uno en cada lateral del ático.
El retablo no es el único elemento destacable del presbiterio, pues aquí hay además un antipendio del último tercio del siglo XVI, de cerámica de Talavera de la Reina, cuya decoración central representa al Arcángel Miguel combatiendo al demonio, rodeado de azulejos con figuras vegetales.
Nuestra Señora de la Torre
Además de las citadas imágenes y pinturas ubicadas en el presbiterio, en los últimos años se ha ubicado en el sotobanco del retablo mayor una imagen de valiosísimo valor histórico, Nuestra Señora de la Torre. Se trata de una Virgen con Niño de unos sesenta centímetros de altura, de origen medieval e influencia románica. Es la imagen exenta más antigua de La Vera y data de la segunda mitad del siglo XIII. En los inventarios del siglo XVI se muestra ubicada en el actual retablo mayor, pero en los siglos XVII-XVIII pasó a ubicarse en su propia ermita sita en término de Gargüera. En 1809 se trajo de nuevo al templo parroquial para protegerla de la Grande Armée, y quedó finalmente aquí, pues la ermita se desamortizó en 1843 y pasó a ser un almacén de heno. En el siglo XX resultó muy deteriorada por el ataque de xilófagos, por lo que en 1989 fue restaurada por Francisco Arquillo Torres, catedrático de Bellas Artes de la Universidad de Sevilla, con una subvención de medio millón de pesetas de la Diputación Provincial de Cáceres.
Otros bienes muebles
El templo alberga otros retablos e imágenes de gran valor, la mayoría de los siglos XVI-XVII. En el lado del evangelio hay dos retablos, uno barroco-clasicista del siglo XVII y otro clasicista de aspecto mucho más moderno, probablemente del siglo XIX. En el lado de la epístola hay dos retablos clasicistas del siglo XVII, que albergan imágenes de la Virgen con el Niño y otras propiamente del Niño Jesús, la mayoría de la misma época. Por su parte, la sacristía alberga diversos objetos litúrgicos de plata inventariados, de entre los que destacan por su antigüedad una cruz de altar y un ostensorio del siglo XV y un cáliz y una naveta del siglo XVII.

### Arqueología
El templo parroquial de Tejeda de Tiétar alberga en sus muros restos arqueológicos completamente ajenos a su historia religiosa, que fueron colocados aquí como adornos, procedentes de yacimientos cercanos. El más conocido de ellos es una piedra conocida localmente como la "Muerte Pelona", que ha sobrevivido durante siglos a una tradición de los vecinos de tirarle piedras, apedreamiento que podría tener un origen ritual en el paganismo local y que en el siglo XX todavía continuaba. Se trata de un ara votiva de granito fechada en el siglo II, empotrada en el muro meridional del templo, y dedicada a las Selais Duillas, diosas locales prerromanas protectoras de la vegetación.
La piedra mide 87 cm de alta por 38 cm de ancha. La figura antropomorfa que se ha grabado en la piedra, junto con la inscripción en latín relativa a las Selais Duillas, representaría un danzante tocado con una especie de sombrero. Parecen adivinarse los brazos que sujetan con sus manos dos palos, y viste una falda o enagüilla que llega hasta las rodillas, fuertemente almidonada para que el vuelo sea más amplio, y sus piernas ligeramente curvadas, distinguiéndose claramente los pies descalzos que bailan de puntillas. Todo ello ha llevado a interpretar que el relieve representa una danza de paloteo, baile tradicional que dos milenios después sigue celebrándose en las fiestas tradicionales de muchos municipios de España.
También en las caras norte y sur de la iglesia se observan en la parte alta sendos fragmentos de mármol blanco, decorados con una greca, de origen romano.

## Uso actual
Desde el punto de vista eclesiástico, el templo es sede de una parroquia en el arciprestazgo de Jaraíz de la Vera de la diócesis de Plasencia. Es una de las dos parroquias que existen en el municipio, junto con la parroquia de la Inmaculada Concepción de Valdeíñigos. La parroquia tiene tres ermitas a su cargo: la ermita del Cristo, la de San Sebastián y la nueva ermita de Nuestra Señora de la Torre; las dos primeras son ermitas históricas y la última sustituye a la antes mencionada ermita homónima de Gargüera que había sido desamortizada.
El templo parroquial destaca por albergar la sede religiosa de las fiestas principales de la villa, dedicadas a San Miguel Arcángel, patrón de Tejeda y de esta parroquia. Se celebra del 28 de septiembre al 2 de octubre y sigue el esquema habitual de las fiestas rurales de verano, englobando durante varios días diversos eventos, como actuaciones musicales y festejos taurinos; en estas fiestas, la iglesia alberga la misa y procesión de San Miguel. El evento más peculiar en estas fiestas es la Quema del Satanás, en el que un muñeco de paja con petardos, que representa al demonio, es quemado en una de las noches de la fiesta; esta celebración es similar a la Quema del Judas, que se celebra en Semana Santa en varios municipios de la zona, pero no se representa la caída de Judas sino la victoria del Arcángel Miguel sobre el demonio en la batalla del Apocalipsis.
La iglesia está declarada Bien de Interés Cultural en la categoría de Monumento desde 1979. El Plan General Municipal de Tejeda de Tiétar de 2019 recoge la iglesia en su catálogo monumental con protección integral, y al mismo tiempo da una protección especial al ara votiva de la "Muerte Pelona" en la sección de yacimientos arqueológicos.